# Vera Cruz (Bahia)
Pour les articles homonymes, voir Veracruz (homonymie).
Vera Cruz est une ville de l'État de Bahia, dans le nord-est du Brésil. Elle est située sur l'île d'Itaparica, dans la baie de tous les saints.
Peuplée de 42 103 habitants (recensement de 2014), Vera Cruz est un lieu de villégiature recherché pour ses plages par les habitants de Salvador da Bahia.

## Maires
| Période | Période | Identité      | Étiquette | Qualité |
| ------- | ------- | ------------- | --------- | ------- |
| 2009    | 2012    | Antônio Magno | PT        |         |

1. ↑  IBGE